# برهنگی

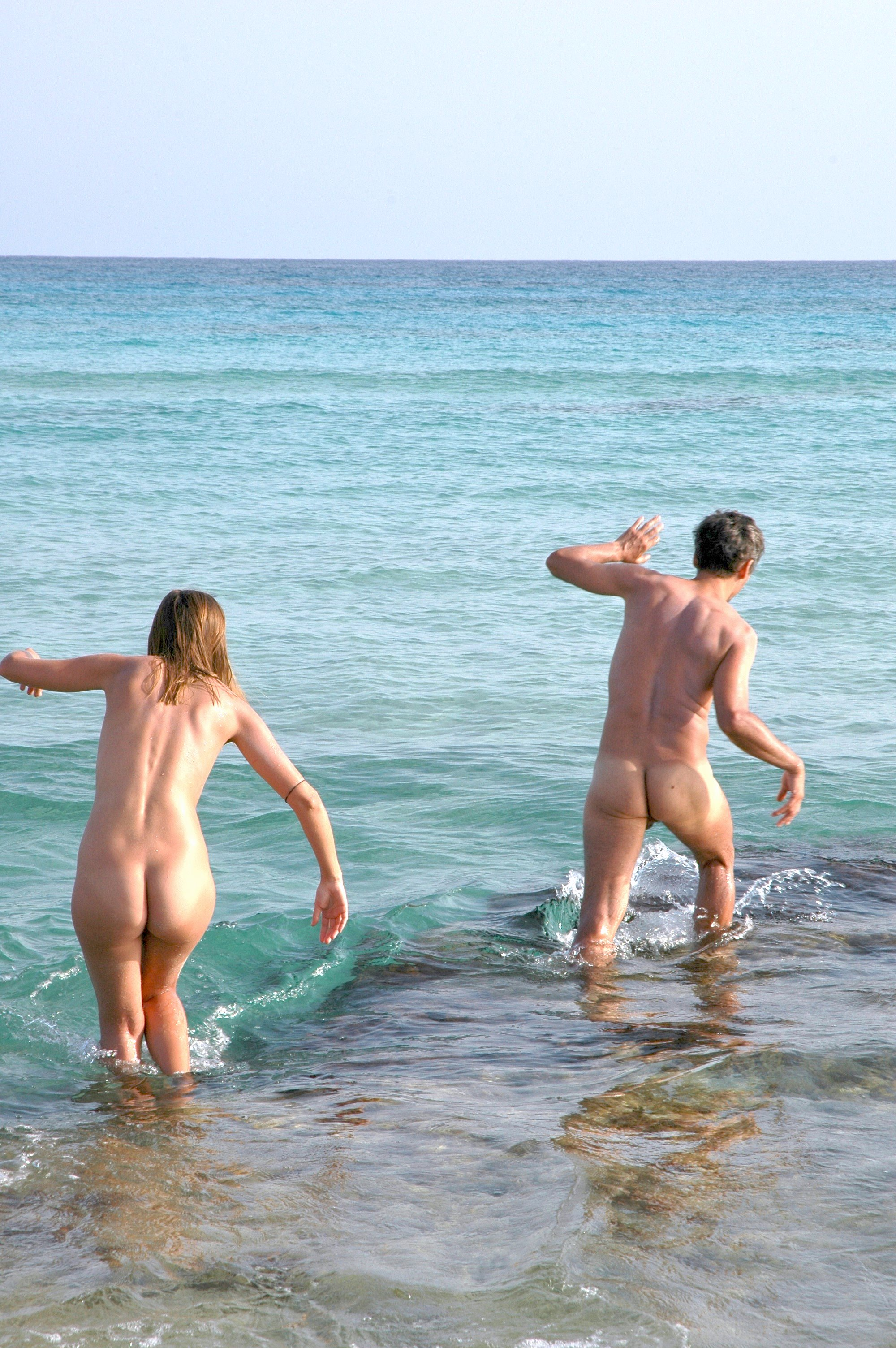
زوجی که برهنه در حال شنا کردن هستند.

برهنگی حالتی است که در آن انسان بدون پوشاک است. بر اساس تخمین‌ها، در حدود ۹۰ هزار سال نخست پیشاتاریخ، انسان مدرن اولیه برهنه بودند؛ زیرا موی بدن خود را از دست داده و در آب‌وهوای مساعد زندگی می‌کردند. با پیشرفت مدرنیته رفتاری، تزئینات بدنی همچون جواهرات، خالکوبی، نقاشی بدن و زخم‌آرایی به بخشی از ارتباطات غیرکلامی تبدیل شدند و نشان‌دهندهٔ ویژگی‌های اجتماعی و فردی انسان‌ها بودند. بومیان مناطق گرمسیری معمولاً برای اهداف تزئینی، نمادین یا آیینی از پوشاک استفاده می‌کردند، اما اغلب برهنه بودند؛ چرا که نه نیازی به حفاظت بدن از عوامل طبیعی داشتند و نه تصوری از شرم‌آور بودن برهنگی وجود داشت. در بسیاری از جوامع، چه باستانی و چه معاصر، کودکان تا زمان بلوغ برهنه می‌مانند. همچنین زنان ممکن است به‌ویژه زمانی که سینه‌ها بیشتر به پرستاری از نوزادان مربوط می‌شد تا به امور جنسی سینه‌های خود را نپوشانند.
در تمدن‌های باستانی مدیترانه، از میان‌رودان تا امپراتوری روم، پوشش مناسب برای حفظ جایگاه اجتماعی الزامی بود. طبقات پایین‌تر ممکن بود تنها یک تکه پارچه داشته باشند که آن را برای پوشاندن پایین‌تنه می‌پیچیدند یا می‌بستند. با این حال، پایین‌ترین طبقات، از جمله بردگان، ممکن بود برهنه باشند. با این وجود، در بخش زیادی از تاریخ غرب تا دوره مدرن، افراد از هر طبقه‌ای، به دلیل ضرورت یا راحتی، هنگام انجام کارهای فیزیکی، ورزش، حمام کردن یا شنا برهنه بودند. این برهنگی عملی در گروه‌هایی رخ می‌داد که معمولاً، اما نه همیشه، تفکیک جنسیتی داشتند. هرچند پوشش نامناسب ممکن بود اجتماعی شرم‌آور تلقی شود، اما ارتباط برهنگی با گناه و مسائل جنسی از جوامع یهودی-مسیحی آغاز شد و در دوره‌های پساکلاسیک در اروپا گسترش یافت. پوشش سنتی در مناطق معتدل جهان نیز منعکس‌کننده دغدغه‌های حفظ جایگاه اجتماعی و نظم بود و همچنین به دلیل اقلیم سرد ضروری می‌نمود. با این حال، جوامعی مانند ژاپن و فنلاند سنت‌هایی از برهنگی جمعی را حفظ کرده‌اند که مبتنی بر استفاده از حمام‌ها و سوناهایی است که جایگزین جنسی‌سازی شده‌اند.
گسترش مفاهیم غربی در مورد پوشش، بخشی از استعمار بود و با جهانی‌سازی همچنان ادامه دارد. هنجار اجتماعی معاصر دربارهٔ برهنگی بازتاب‌دهنده ابهام فرهنگی نسبت به بدن و مسائل جنسی است و تصورات متفاوتی از فضاهای عمومی در برابر خصوصی ارائه می‌دهد. هنجارهای مربوط به برهنگی برای مردان و زنان متفاوت است. افراد ممکن است عمداً هنجارهای مرتبط با برهنگی را نقض کنند؛ کسانی که فاقد قدرت هستند ممکن است از برهنگی به‌عنوان شکلی از اعتراض استفاده کنند، در حالی که افراد دارای قدرت ممکن است برهنگی را به‌عنوان نوعی مجازات بر دیگران تحمیل کنند.
اگرچه اکثریت جوامع معاصر پوشش در مکان‌های عمومی را الزامی می‌دانند، برخی جوامع برهنگی غیرجنسی را برای فعالیت‌های تفریحی، اجتماعی یا آیینی مناسب می‌شمارند و آن را در فعالیت‌های هنری به‌عنوان نمادی از ارزش‌های مثبت می‌پذیرند. اقلیتی در بسیاری از کشورها مزایای برهنه‌گرایی را مطرح می‌کنند، در حالی که گروه‌های دیگر، به‌ویژه بر اساس باورهای دینی، برهنگی را نه تنها در فضاهای عمومی بلکه در مکان‌های خصوصی نیز رد می‌کنند. هنجارها در سطوح مختلف از طریق قوانین پوشش بر پایه کشور و برهنگی ناپسند در انظار عمومی قانون‌گذاری شده‌اند.

## اصطلاح‌شناسی
در زبان انگلیسی عمومی، واژه‌های nude و naked اغلب به‌عنوان مترادف‌هایی برای انسان برهنه به کار می‌روند، اما در بافت‌های خاص معانی متفاوتی پیدا می‌کنند. واژه nude از زبان نورمان ریشه می‌گیرد، در حالی که naked از زبان انگلیسی باستان گرفته شده است. Naked به‌طور مستقیم‌تر به معنای پوشیده نبودن یا، در صورت استفاده از عبارت stark naked، کاملاً بدون لباس است. در مقابل، nudity دارای بار فرهنگی بیشتری است و به‌ویژه در هنرهای زیبا با مفاهیمی مثبت مانند زیبایی بدن انسان همراه است.
واژه‌های مترادف و تعابیر غیرمستقیم بیشتری برای برهنگی وجود دارند که از آن جمله می‌توان به «لباس تولد»، «کاملاً برهنه» و «بدون لباس» اشاره کرد. برهنگی جزئی معمولاً به حالتی اطلاق می‌شود که اندام تناسلی یا بخش‌های دیگر بدن که جنبه جنسی دارند، مانند نشیمنگاه یا پستان‌های زنان، پوشیده نباشند.

## منشأ برهنگی و پوشش

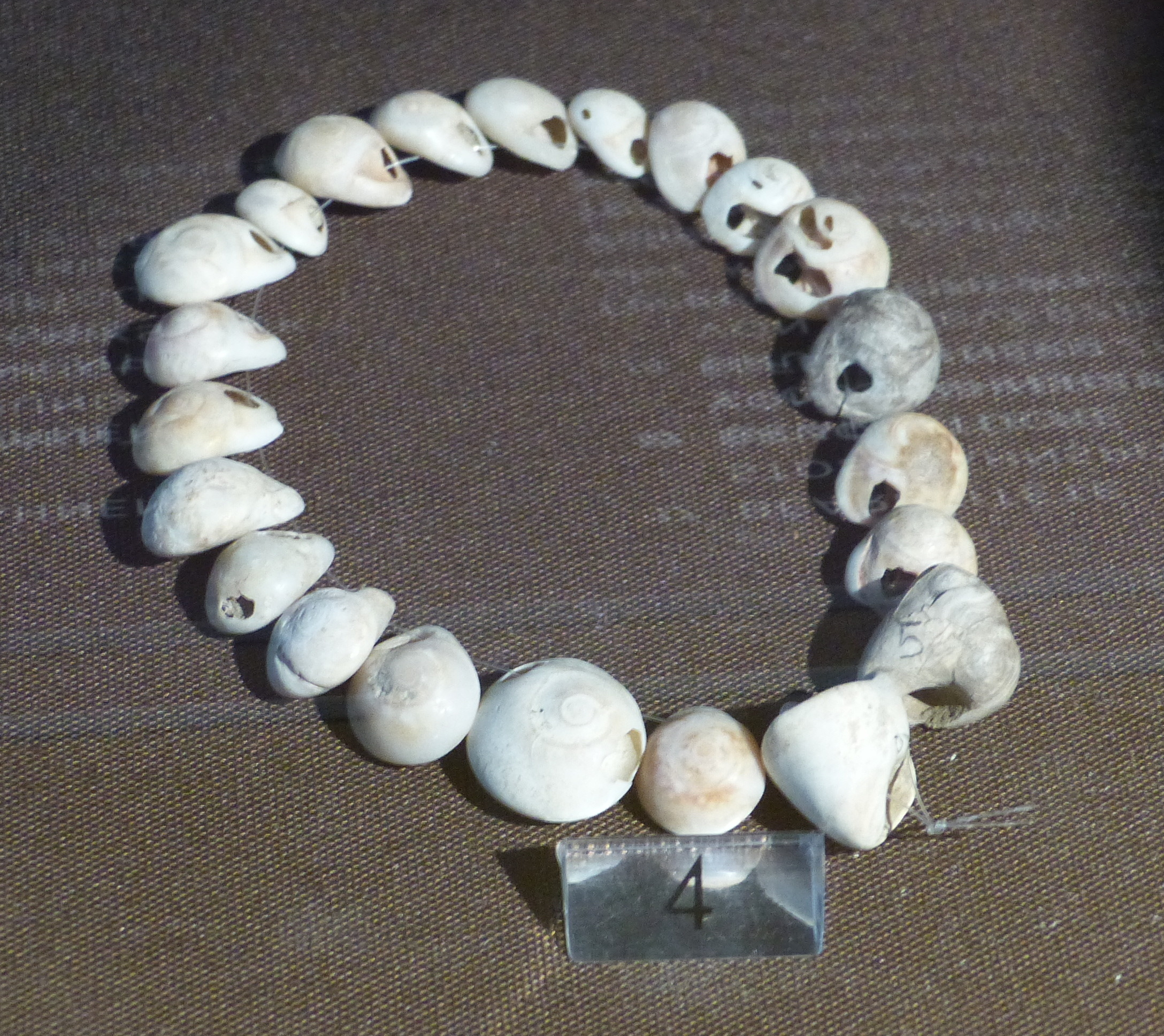
گردنبندی بازسازی‌شده از صدف‌های حلزون دریایی سوراخ‌شده از دوره پارینه‌سنگی زبرین، مربوط به حدود ۳۹٬۰۰۰ تا ۲۵٬۰۰۰ سال پیش از میلاد. استفاده از تزئینات بدنی با ظهور مدرنیته رفتاری مرتبط است.

دو فرایند فرگشت انسانی در رابطه با برهنگی اهمیت دارند؛ نخست، تکامل زیستی انسان‌های اولیه از موجوداتی پوشیده از خز به موجوداتی تقریباً بی‌مو، و دوم تکامل اجتماعی-فرهنگی مرتبط با تزئینات بدنی و پوشاک. در گذشته، نظریه‌های متعددی دربارهٔ علت از دست دادن خز در انسان مطرح شده‌اند، اما نیاز به دفع حرارت بدن همچنان به‌عنوان پذیرفته‌ترین توضیح فرگشتی باقی مانده است. کاهش موهای بدن و افزایش تعریق اکرینی توانایی انسان (سرده) را برای خنک کردن بدن خود در هنگام انتقال از زندگی در جنگل‌های سایه‌دار به زیستن در گرم‌دشت‌های باز افزایش داد.
توانایی دفع حرارت اضافی بدن، یکی از عواملی بود که امکان افزایش چشمگیر اندازه مغز، حساس‌ترین عضو انسان به دما، را فراهم کرد.
برخی از فناوری‌هایی که امروزه به‌عنوان پوشاک شناخته می‌شوند، ممکن است ابتدا برای ساخت انواع دیگری از تزئینات بدنی مانند جواهرات، نقاشی بدن، خال‌کوبی و دیگر اصلاح بدن به‌کار رفته باشند، که بدن برهنه را «تزئین» می‌کردند بدون اینکه آن را بپوشانند. به گفته مارک لیری و نیکول باترمر، تزئین بدن یکی از تغییراتی است که در اواخر پارینه‌سنگی (۴۰٬۰۰۰ تا ۶۰٬۰۰۰ سال پیش) رخ داد و انسان‌ها را نه‌تنها از نظر کالبدی مدرن، بلکه مدرنیته رفتاری و توانمند در خوداندیشی و تعامل نمادین ساخت. مطالعات جدیدتر استفاده از تزئینات را به ۷۷٬۰۰۰ سال پیش در آفریقای جنوبی و ۹۰٬۰۰۰ تا ۱۰۰٬۰۰۰ سال پیش در اسرائیل و الجزایر نسبت می‌دهند. در حالی که حجاب و عفت یکی از عوامل اصلی است، اغلب اهداف دیگر پوشاندن بدن، مانند استفاده از استتار برای شکارچیان، زره بدنی، و لباس‌هایی برای تقلید از «ارواح»، نادیده گرفته می‌شوند.
شواهد تجربی فعلی دربارهٔ منشأ پوشاک، از یک مطالعه در سال ۲۰۱۰ منتشرشده در مجله Molecular Biology and Evolution به دست آمده است. این مطالعه نشان می‌دهد که استفاده مداوم از پوشاک در بازه زمانی ۱۷۰٬۰۰۰ تا ۸۳٬۰۰۰ سال پیش آغاز شده است و بر اساس تحلیل ژنتیکی، زمانی را مشخص می‌کند که شپش‌های لباس از اجداد شپش سر جدا شده‌اند. مطالعه‌ای در سال ۲۰۱۷ که در مجله ساینس منتشر شد، برآورد کرده است که انسان‌های کالبدی مدرن بین ۳۵۰٬۰۰۰ تا ۲۶۰٬۰۰۰ سال پیش تکامل یافته‌اند. بنابراین، انسان‌ها دست‌کم برای ۹۰٬۰۰۰ سال در پیشاتاریخ برهنه بودند.
- صحنه‌هایی از چوپانان، دودمان پنجم مصر (ح. 2500–2300 پیش از میلاد)، نِکروپولیس ابو صیر، مصر
- رقصنده‌های زن که فقط جواهرات به تن داشتند در مصر باستان – مقبره تبس ح. 1400 پیش از میلاد
- فرسکو از ماهیگیری در حال کار برهنه، آکروتیری، سانتورینی، یونان ۱۶۰۰–۱۵۰۰ پیش از میلاد

## تاریخچه برهنگی
استفاده مداوم از پوشاک یکی از تغییراتی است که پایان دوران نوسنگی و آغاز تمدن را مشخص می‌کند، حدود ۷٬۰۰۰ تا ۹٬۰۰۰ سال پیش. بسیاری از آنچه که دربارهٔ تاریخچه اولیه پوشاک می‌دانیم، از نمایش‌های طبقات بالاتر به‌دست آمده است، زیرا آثار باستانی کمی از آن زمان باقی مانده است. رفتارهای روزمره به‌ندرت در منابع تاریخی نمایش داده شده‌اند. پوشاک و تزئینات به بخشی از ارتباط نمادین تبدیل شدند که عضویت فرد در جامعه خود را نشان می‌داد، به‌طوری‌که برهنگی به معنای قرار داشتن در پایین‌ترین جایگاه اجتماعی، بی‌حرمت و فاقد جایگاه بود. در هر فرهنگ، تزئینات نشان‌دهنده جایگاه فرد در جامعه بود؛ مقام، طبقه اقتصادی، نقش جنسیتی و وضعیت تأهل. از آغاز تمدن، ابهامی در رابطه با برهنگی روزمره و برهنگی در تصاویر ایزدان و قهرمانان وجود داشت که معانی مثبت بدن برهنه را نشان می‌داد. تحقیر اجتماعی برهنگی با گناه یا شرم مرتبط با مسائل جنسی که مختص جوامع ادیان ابراهیمی بود، ارتباطی نداشت.

### تاریخ باستان و کلاسیک
برای هزاره‌ها از بین‌النهرین تا پادشاهی میانه مصر، اکثریت مردان و زنان پارچه‌ای به دور بدن می‌پیچیدند یا آن را می‌بستند تا قسمت پایین بدن را بپوشانند. مردان و زنان معمولاً بدون پوشش سینه و پابرهنه بودند. برهنگی کامل به دلیل دلالت‌های اجتماعی مربوط به وضعیت پایین و محرومیت، و نه شرم از جنسیت، شرم‌آور بود. بردگان ممکن بود لباس نداشته باشند. دیگر کارگران معمولاً هنگام انجام بسیاری از کارها، به‌ویژه اگر کارها داغ، کثیف یا مرطوب بودند، برهنه می‌شدند؛ کشاورزان، ماهیگیران، دامداران و کسانی که نزدیک به آتش یا اجاق‌ها کار می‌کردند. تنها طبقه بالا معمولاً لباس می‌پوشیدند. تا دوره‌های بعدی، به‌ویژه در پادشاهی نوین مصر (۱۵۵۰–۱۰۶۹ پیش از میلاد)، مقامات در خانه‌های ثروتمندان شروع به پوشیدن لباس‌های پیچیده کردند و زنان طبقه بالا لباس‌های مفصل و زینتی می‌پوشیدند که سینه‌های آن‌ها را می‌پوشاند. این سبک‌های بعدی اغلب در فیلم‌ها و تلویزیون به عنوان نمایانگر مصر باستان در تمام دوران‌ها نشان داده می‌شوند.
- تندیس برنی, اولین تمدن بابلن دودمان (ح. 1800 پیش از میلاد)
- آپولون، یکی از دوازده ایزد المپ‌نشین، ۵۳۰–۵۰۰ پیش از میلاد
- آفرودیته، قرن ۲ پیش از میلاد

برهنگی مردانه در یونان باستان بیشتر از هر فرهنگ دیگری در گذشته و حال جشن گرفته می‌شد. وضعیت آزادی، مردانگی، امتیاز و فضایل بدنی با کنار گذاشتن لباس‌های روزمره برای برهنگی ورزشی تأکید می‌شد. برهنگی به لباس آیینی تبدیل شد که بدن برهنه با زیبایی و قدرت خدایان که به صورت انسان‌های برهنه کامل به تصویر کشیده شده بودند، ارتباط داشت. در جامعه اتروسک و جمهوری روم، جایی که مردانگی با احتیاط و پارانویا در برابر زن صفتی همراه بود، سنت‌های یونانی حفظ نشد زیرا برهنگی عمومی به هم‌جنس‌گرایی پیوند داده شد. در امپراتوری روم (۲۷ پیش از میلاد – ۴۷۶ میلادی)، وضعیت طبقات بالاتر به گونه‌ای بود که برهنگی برای مردان بی‌اهمیت بود و برای زنان تنها در صورتی که توسط افراد بالاتر از خود مشاهده می‌شد، مسئله‌ساز بود. در حمام‌های رومی، که عملکردهای اجتماعی مشابه ساحل‌های مدرن داشتند، شنا کردن برهنه مختلط ممکن است تا قرن چهارم میلادی معمول بوده باشد.

### استعمار و نژادپرستی
ملاقات فرهنگ‌های بومی آفریقا، آمریکا و اقیانوسیه با اروپایی‌ها تأثیر زیادی بر تمامی فرهنگ‌ها داشت. از آنجا که لباس و زینت‌های بدن بخش مهمی از معنای فرهنگی هستند، کمبود پوشش بدن یکی از اولین مسائلی بود که کاشفان هنگام برخورد با مردم بومی نواحی گرمسیری به آن توجه کردند. فرهنگ‌های غیرغربی در آن دوره تنها به نسبت معیارهای غربی برهنه بودند. در بیشتر مواقع، اندام‌های جنسی یا کل بدن پایین‌تنه بزرگسالان با لباس پوشیده می‌شد، در حالی که بدن بالاتنه مردان و زنان ممکن بود برهنه باشد. با این حال، به دلیل عدم وجود مفهوم شرم از بدن در غرب، این لباس‌ها ممکن بود برای مقاصد عملی یا آیینی در انظار عمومی برداشته شوند. کودکان تا سن بلوغ و گاهی زنان تا ازدواج ممکن بود برهنه باشند.
تمام انسان‌ها تا ۲۰٬۰۰۰ سال پیش در جوامع شکارچی-گردآورنده زندگی می‌کردند و برهنه بودند. در مناطق گرمسیری آفریقا، استرالیا، آمریکا و آسیای جنوب شرقی، این شیوه زندگی تا چند صد سال پیش ادامه داشت. شاید آخرین شکارچی-گردآورندگان منزوی، جامعه‌ای از چند صد نفر باشند که در یکی از جزایر آندامان زندگی می‌کنند. اروپایی‌هایی که نخستین‌بار با مردمان گرمسیری تماس داشتند، گزارش کردند که آن‌ها بدون شرم برهنه بودند و تنها گاهی در هوای سرد خود را با شنل می‌پوشاندند. بسیاری از جوامع دامپروری در اقلیم‌های گرمتر نیز هنگام کار حداقل لباس پوشیده یا برهنه بودند. این شیوه ادامه یافت هنگامی که لباس‌های غربی برای نخستین‌بار معرفی شدند؛ به عنوان مثال، بومیان جزیره استرالیا در سال ۱۸۱۹ تنها کت‌هایی که به آن‌ها داده شده بود می‌پوشیدند، اما شلوار نمی‌پوشیدند. ابهام غربی می‌توانست با واکنش به برهنگی بومیان به صورت نشانه‌ای از شهوت سرکوب‌نشده یا معصومیتی که پیش از «هبوط» وجود داشت، بیان شود.

## تفاوت‌های فرهنگی
نُرم‌های مرتبط با برهنگی با نُرم‌های مربوط به آزادی مدنی، میل جنسی در انسان و نقش جنسیتی ارتباط دارند که در جوامع معاصر به‌شدت متفاوت هستند. موقعیت‌هایی که در آن‌ها برهنگی خصوصی یا عمومی پذیرفته می‌شود، متفاوت است. مردم بومی به درجات مختلفی نُرم‌های پیش از استعمار را حفظ کرده‌اند. افراد در فرهنگ‌های غربی ممکن است برهنگی اجتماعی را در چارچوب امکانات نیمه‌خصوصی مانند تفریحگاه‌های طبیعت‌گرایان تمرین کنند، در حالی که برخی دیگر به‌دنبال پذیرش بیشتر برهنگی در زندگی روزمره و فضاهای عمومی هستند که به‌عنوان فضاهای اختیاری برای پوشاک تعریف شده‌اند.

### آفریقا
در جوامع اسلامی آفریقا برهنگی ممنوع است، در حالی که در آفریقای جنوب صحرا، جایی که نُرم‌های پیشااستعماری هرگز رها نشده‌اند یا دوباره به تأسیس می‌رسند، برهنگی جزئی یا کامل به عنوان امری طبیعی پذیرفته می‌شود. در روستاهای معاصر، هم پسران و هم دختران اجازه دارند کاملاً برهنه بازی کنند و زنان سینه‌های خود را در باور این‌که معنای بدن‌های برهنه محدود به مسائل جنسی نیست، نمایان می‌کنند. برهنگی کامل یا جزئی در میان برخی از مردم بورکینافاسو و نیلو-صحرا (مانند مردم نوبا و سورما) در مواقع خاص مشاهده می‌شود؛ به عنوان مثال، مسابقات جنگ چوبی در اتیوپی. در لاگوس، برخی از والدین همچنان اجازه می‌دهند که کودکان تا رسیدن به بلوغ برهنه باشند. اکنون مسئله‌ای در مورد عکس گرفتن از کودکان توسط غریبه‌ها وجود دارد و آن‌ها نگران پدوفیل‌ها هستند، اما می‌خواهند کودکانشان با تصویر بدن مثبت بزرگ شوند و همان آزادی‌ای را تجربه کنند که خودشان در دوران کودکی به یاد دارند. تنه بالایی زنان به دلیل پذیرش عمومی شیردهی در آفریقا جنسی نیست، در حالی که پاهای آن‌ها بیشتر از لباس‌های غربی با دامن پوشانده می‌شود.
- خانواده شکارچی-گردآورنده در آفریقای جنوبی، که اغلب توسط بیگانگان به نام بوشمن یا مردم سان شناخته می‌شوند.
- زن سوازی شرکت‌کننده در مراسم اومهلانگا در اسواتینی – ۲۰۰۶
- زن جوان مردم حمار در جنوب اتیوپی (نزدیک تورمی) – ۲۰۰۶
- چوپانان هیمبا در بیابان کائوکوفلد

احیای فرهنگ پیش از استعماری با پذیرش لباس‌های سنتی، مانند پوشیدن دامن‌های مرواریدی و جواهرات توسط زنان جوان در آیین اوملانگا توسط مردم زولو و سوازی، مطرح می‌شود. دیگر نمونه‌ها از گردشگری قومی نشان‌دهنده تمایل بازدیدکنندگان به تجربه آنچه که به‌عنوان یک فرهنگ بیگانه و عجیب می‌پندارند، که شامل برهنگی نیز می‌شود.

### آسیا
در کشورهای آسیایی، برهنگی همیشه به‌عنوان یک عمل غیراخلاقی یا شرم‌آور در نظر گرفته نمی‌شود، بلکه در بسیاری از مواقع به‌عنوان نقض آداب و رسوم تلقی می‌شود، در حالی که برهنگی می‌تواند بخشی از حفظ پاکیزگی از طریق حمام عمومی باشد، یا نشان‌دهنده رد دنیاداری، از جمله لباس‌ها، باشد.

### اقیانوسیه
قبل از استعمار اروپایی در نیوزیلند، مردم مائوری در محیط‌های غیررسمی به‌طور برهنه یا نیمه‌برهنه زندگی می‌کردند، به‌طوری‌که اقلیم اجازه می‌داد، هرچند برای محافظت در برابر شرایط جوی و نشان دادن وضعیت اجتماعی لباس می‌پوشیدند. مردان اغلب تنها یک کمربند به همراه رشته‌ای برای نگه داشتن غلفه بر روی سرنره خود می‌بستند. هیچ شرم یا حیا به سینه‌های زنان نسبت داده نمی‌شد، بنابراین هیچ لباسی برای پوشاندن آن‌ها وجود نداشت؛ اما زنان در حضور مردان ناحیه تناسلی خود را می‌پوشاندند، زیرا نشان دادن آن به‌عنوان ابراز خشم و تحقیر فرهنگی تلقی می‌شد. کودکان پیش از بلوغ هیچ لباسی نمی‌پوشیدند. مهاجران اروپایی برهنگی را نشانه‌ای از نژادپرستی مائوری دانسته و آن‌ها را «وحشیان برهنه» می‌خواندند.
در جزایر ایالت یاپ، رقص‌های زنان با لباس‌های سنتی که سینه‌هایشان را نمی‌پوشاند، اکنون در جشن‌های کاتولیک کریسمس و عید پاک گنجانده شده است.

### آمریکای جنوبی
در برزیل، یاوالاپیتی—یک قبیله بومی شعبه ژینگوی در حوضه آمازون—یک مراسم تشییع جنازه به نام کواروپ برگزار می‌کنند که به مناسبت جشن زندگی، مرگ و تولد دوباره است. این مراسم شامل معرفی تمام دختران جوانی است که از آخرین کواروپ شروع به قاعدگی کرده‌اند و زمان آن رسیده است که شریک زندگی خود را انتخاب کنند. آوا شکار، مردان قبیله‌ای بومی در جنگل‌های شرقی آمازون، «کاملاً برهنه هستند به جز یک قطعه نخ که با پرهای پرندگان رنگارنگ تزیین شده و به انتهای آلت تناسلی آن‌ها بسته شده است». این دستورالعمل پوششی مینیمالیستی روحیه شکار را منعکس می‌کند و ممکن است پوشیدن لباس زیاد یا غیرضروری مسخره یا نامناسب در نظر گرفته شود.
- زنان کایاپو، پارا، برزیل

## تفاوت‌های جنسی و جنسیتی
در فرهنگ‌های غربی، شرم می‌تواند ناشی از عدم تطابق با آرمان‌های جامعه در رابطه با ظاهر فیزیکی باشد. به‌طور تاریخی، این شرم بیشتر زنان را نسبت به مردان تحت تأثیر قرار داده است. در مورد بدن‌های برهنه، نتیجه آن تمایل به خودانتقادی در زنان است، در حالی که مردان کمتر نگران ارزیابی دیگران هستند. در جوامع پدرسالارانه، که شامل بخش‌های زیادی از جهان می‌شود، نُرم‌های مربوط به لباس و رفتار صحیح برای زنان سخت‌گیرانه‌تر از مردان است و قضاوت‌ها دربارهٔ نقض این نُرم‌ها برای زنان شدیدتر است.

### برهنگی زنانه

#### آزادی سینه‌لختی

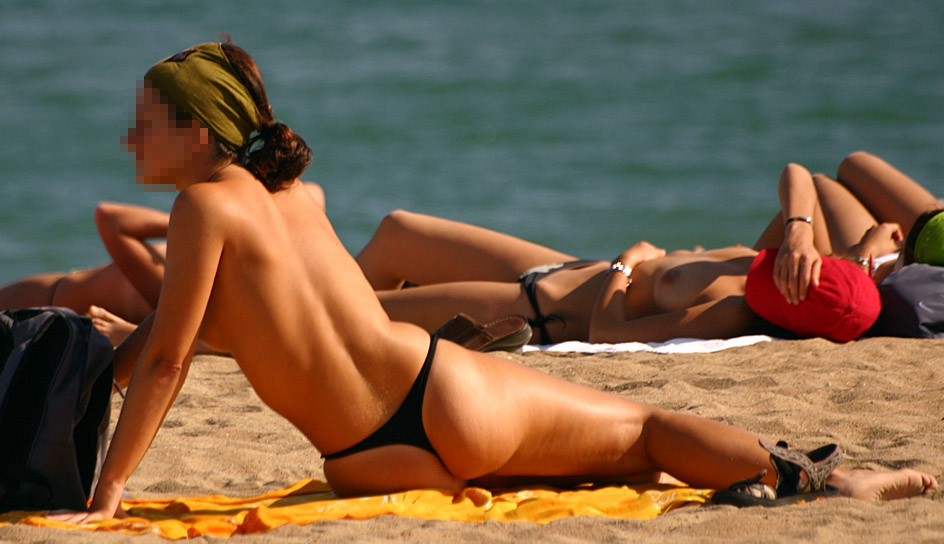
در برخی از کشورهای اروپایی زنان می‌توانند بدون پوشاندن سینه‌های خود آفتاب بگیرند.

در بسیاری از نقاط جهان، حجاب زنان نه تنها مسئله‌ای فرهنگی است بلکه به‌عنوان بخشی از تعریف قانونی برهنگی ناپسند در انظار عمومی نیز مطرح است. در ایالات متحده، نمایان شدن نوک سینه‌های زنانه در بسیاری از ایالات جرم محسوب می‌شود و معمولاً در مکان‌های عمومی مجاز نیست. زنان فردی که قوانین بی‌شرمی را با برهنه کردن سینه‌های خود در ملاء عام به چالش کشیده‌اند، ادعا می‌کنند که رفتار آنها جنسی نیست. در کانادا، قانون به‌گونه‌ای تغییر یافت که برای بی‌شرمی بودن رفتار، باید زمینه جنسی آن تعریف شود. جنبش آزادی سینه‌لختی در ایالات متحده حقوق برابر برای زنان برای برهنه بودن بالای کمر در مکان‌های عمومی را به‌طور مشابه با حقوق مردان در همان شرایط ترویج می‌کند. طرفداران آزادی سینه‌لختی، غیرقانونی بودن آن را به‌عنوان نهادینه شدن ارزش‌های منفی فرهنگی که بر تصویر بدن زنان تأثیر می‌گذارد، می‌دانند. دلایل قانونی برای آزادی سینه‌لختی شامل حفاظت برابر، حق حریم شخصی و آزادی بیان است.
در سال ۱۹۸۶، نه زن در ایالت نیویورک قانونی را به چالش کشیدند که بر اساس آن سینه‌های خود را در یک پارک عمومی به نمایش گذاشتند. این اقدام منجر به نه سال دادرسی شد که در نهایت با حکمی از دادگاه تجدیدنظر مواجه شد که محکومیت‌ها را به این دلیل لغو کرد که رفتار زنان نامناسب نبوده است، نه اینکه قانون را بر اساس اصل «برابری حقوق» غیرقانونی اعلام کند، که هدف این زنان بود. در حالی که این تصمیم به زنان آزادی بیشتری برای سینه‌لخت بودن داد (مثلاً هنگام حمام آفتاب)، اما برابری با مردان را برای آنها فراهم نکرد. تصمیمات دیگر دادگاه‌ها به افراد این حق را داده‌اند که به‌طور موقت در مکان‌های عمومی برهنه شوند به عنوان نوعی از بیان که توسط متمم اول قانون اساسی ایالات متحده آمریکا حمایت می‌شود، اما این اجازه را برای راحتی یا لذت شخصی به‌طور مداوم به آنها نمی‌دهد، همان‌طور که برای مردان این امکان فراهم است. در سال ۲۰۲۰، دیوان عالی ایالات متحده درخواست تجدیدنظر سه زن را رد کرد، پس از آنکه دیوان عالی نیوهمپشایر اعلام کرد که قانون ایالتی علیه زنان تبعیض قائل نمی‌شود، زیرا این قانون برهنگی را ممنوع می‌کند که به‌طور سنتی شامل سینه‌های زنان نیز می‌شود.

#### شیردهی

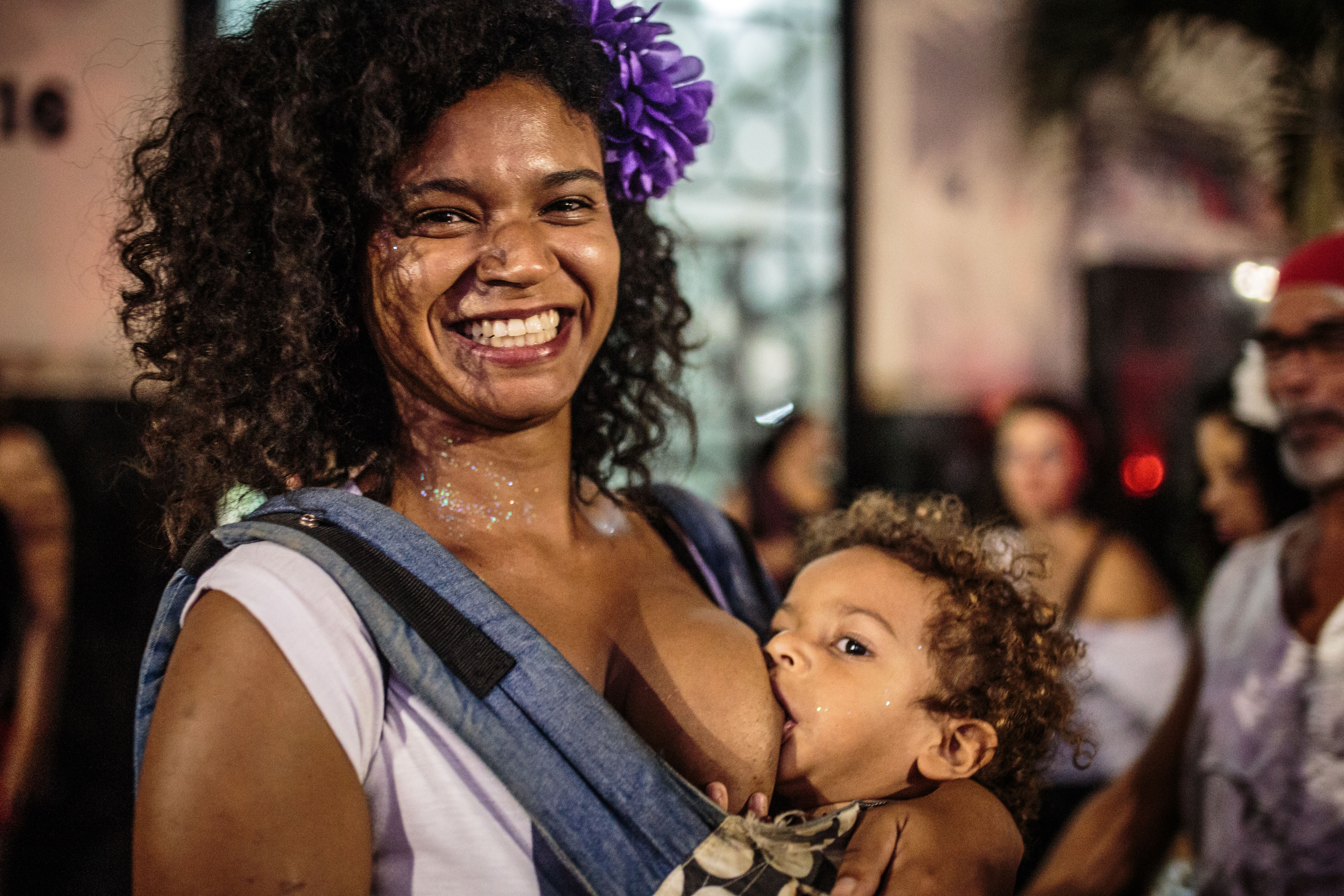
زنی در حال شیردهی در ریو دو ژانیرو، برزیل، ۲۰۱۷

شیردهی در ملأ عام ممکن است در برخی حوزه‌های قضائی ممنوع باشد، در برخی دیگر بدون نظارت باشد یا به عنوان حق قانونی در مکان‌های عمومی و محل کار محافظت شود. در جاهایی که شیردهی عمومی بدون نظارت یا قانونی است، مادران ممکن است تمایلی به انجام آن نداشته باشند زیرا ممکن است دیگران اعتراض کنند. مسئله شیردهی بخشی از جنسی‌شدن سینه در بسیاری از فرهنگ‌ها است و برداشت تهدیدآمیز از چیزی که دیگران آن را غیرجنسی می‌بینند. پاپ فرانسیس پس از رسیدن به مقام پاپ از شیردهی عمومی در مراسم کلیسایی حمایت کرد.

### برهنگی مردان

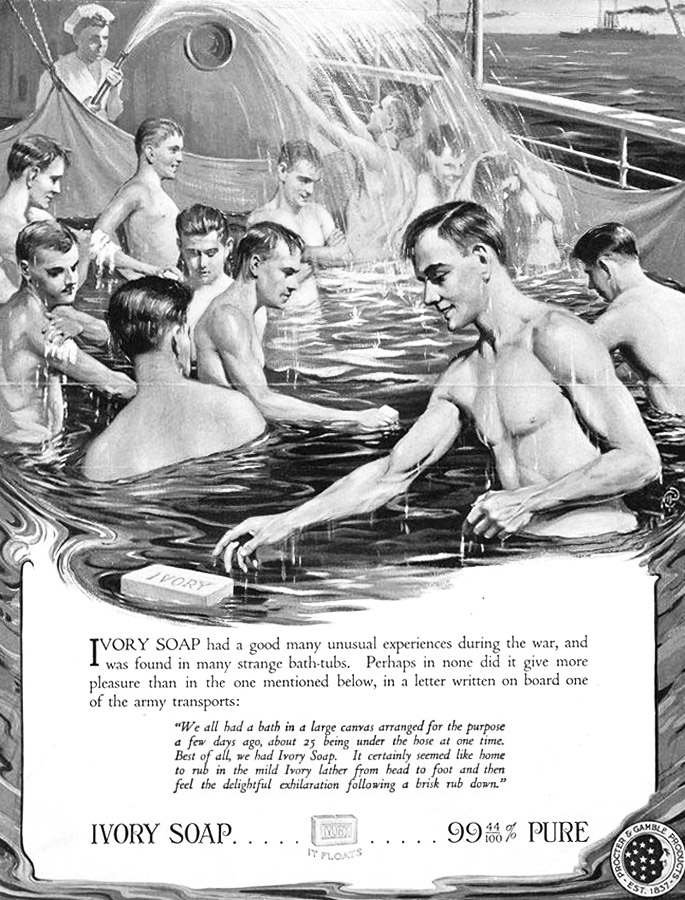
تبلیغ صابون آیووری در جنگ جهانی اول

از نظر تاریخی، مردان و پسران در رودخانه‌ها و دریاچه‌های خلوت به‌طور برهنه حمام می‌کردند و شنا می‌کردند. در انگلستان، زمانی که شنا در دریا در قرن هجدهم محبوب شد، سواحل ابتدا فقط برای مردان بود، اما با دسترسی آسان‌تر در قرن نوزدهم به دلیل حمل و نقل ریلی، اختلاط جنسیتی برای مقامات مشکل‌ساز شد. اضافه کردن «گاری آب‌تنی» در استراحتگاه‌های ساحلی موفقیت‌آمیز نبود و استانداردهای نزاکت را حفظ نکرد، زیرا مردان اغلب برهنه می‌ماندند در حالی که زنان لباس شنا می‌پوشیدند. با این حال، نگرانی عمومی فقط مربوط به بزرگسالان بود و به‌طور کلی پذیرفته شده بود که پسران در سواحل انگلستان برهنه باشند. این امر موجب شکایت بازدیدکنندگان آمریکایی شد، اما انگلیسی‌ها هیچ اعتراضی به پوشیدن لباس کامل دخترانشان در ساحل در کنار پسران برهنه نداشتند.
در ایالات متحده و دیگر کشورهای غربی در بیشتر قرن بیستم، برهنگی مردانه در فعالیت‌های تفکیک‌شده از نظر جنسیتی از جمله اردوگاه‌های تابستانی، استخرهای شنا و دوش‌های عمومی به عنوان هنجار بود که بر اساس باورهای فرهنگی مبنی بر نیاز زنان به حریم خصوصی بیشتر از مردان شکل گرفت. از سال ۱۹۰۰، بازرگانان در باشگاه‌های ورزشی خصوصی در نیویورک به‌طور برهنه شنا می‌کردند، که این وضعیت با قانونی در سال ۱۹۸۰ پایان یافت که پذیرش زنان را الزامی می‌کرد. برای پسران جوان‌تر، بی‌شرمی می‌توانست شامل رفتار عمومی باشد، مانند زمانی که در سال ۱۹۰۹ روزنامه «نیویورک تایمز» گزارش داد که در یک مسابقه شنا در مدرسه ابتدایی، پسران جوان‌ترین به صورت برهنه رقابت کردند.
بهداشت به عنوان دلیل دستورالعمل‌های رسمی مبنی بر الزامی بودن برهنگی در استخرهای سرپوشیده‌ای که فقط توسط مردان استفاده می‌شد، ذکر شده بود. شناگران همچنین موظف بودند قبل از ورود به استخر دوش برهنه بگیرند و از صابون استفاده کنند تا آلاینده‌ها از بین بروند و شناگران مورد بازرسی قرار گیرند تا از استفاده افراد دارای علائم بیماری جلوگیری شود. در ساعات شنا هفتگی زنان، لباس‌های یک تکه ساده مجاز بود و گاهی توسط مجموعه فراهم می‌شد تا بهداشت رعایت شود؛ همچنین حوله‌هایی نیز تأمین می‌شد.
در مقایسه با پذیرش برهنگی پسران، یک نمونه در سال ۱۹۴۷ که به دختران همین گزینه داده شده بود، تنها شش هفته در هایلند پارک، میشیگان دوام آورد تا اینکه اعتراض مادران موجب توقف آن شد. با این حال، تنها مدارس متوسطه نیاز به استفاده از لباس شنا داشتند و مدارس ابتدایی در همان منطقه به دختران اجازه می‌دادند تا بدون لباس شنا کنند. توصیه بهداشت عمومی برای برهنگی مردان تا سال ۱۹۶۲ به‌طور رسمی ادامه داشت اما تا دهه ۱۹۷۰ توسط انجمن مسیحی مردان جوان و مدارس با کلاس‌های جنسیتی جداگانه رعایت می‌شد. دوره شنا کردن مردان برهنه در استخرهای سرپوشیده به تدریج کاهش یافت و با استفاده مختلط جنسیتی، این روند تسریع شد، و پس از تصویب عنوان IX از اصلاحات آموزش در سال ۱۹۷۲ شدت گرفت. در نهایت تمام استفاده از استخرها مختلط شد و در قرن بیست و یکم، شیوه شنا کردن مردان برهنه عمدتاً فراموش شده یا انکار می‌شود که هرگز وجود داشته است.

### برابری جنسیتی
پذیرش اجتماعی برهنگی مختلط جنسیتی به‌دلیل فرهنگ سونا با برابری جنسیتی بیشتر مرتبط است، که در ایسلند، نروژ، فنلاند و سوئد بالاترین سطح را دارد (آمریکا در رتبه ۵۳ از ۱۵۳ کشور فهرست شده قرار دارد). آمریکا و هلند در دهه‌های ۱۹۶۰–۱۹۷۰ همان دوره فعالیت‌های فمینیستی را گذراندند، اما مردان هلندی عموماً دیدگاه بازتری نسبت به ایده برابری جنسیتی داشتند، زیرا تاریخچه‌ای از درک جنسیت به‌عنوان یک امر سالم و طبیعی وجود داشت، و برهنگی همیشه جنسی تلقی نمی‌شد.

## رشد کودک

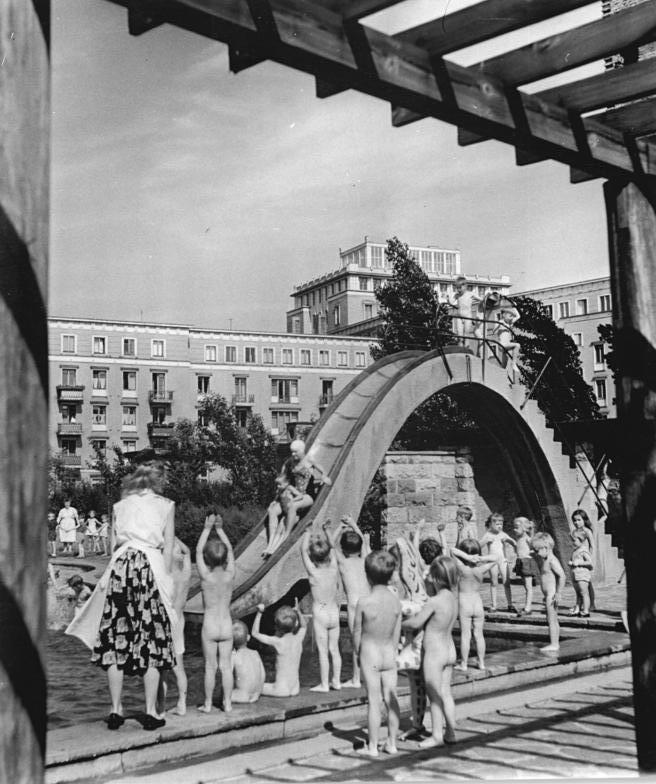
حمام در مرکز شرق برلین، آلمان شرقی (۱۹۵۸)

گزارشی که در سال ۲۰۰۹ توسط شبکه ملی استرس‌های تروماتیک کودکان در ایالات متحده منتشر شد، اذعان داشت که کودکان کنجکاوی طبیعی نسبت به بدن خود و بدن دیگران دارند. این گزارش توصیه می‌کند که والدین یاد بگیرند که در هر مرحله از رشد کودک چه چیزی در مورد برهنگی و جنسیت طبیعی است و از واکنش‌های بیش از حد به رفتارهای مرتبط با برهنگی کودکان خود اجتناب کنند مگر اینکه علائم مشکلی وجود داشته باشد (مثلاً اضطراب، پرخاشگری یا تعاملات جنسی بین کودکان با سن یا مرحله رشد متفاوت). رفتار مشکل‌ساز در دوران کودکی اغلب در مهدکودک‌ها و نه در محیط خانه رخ می‌دهد. توصیه کلی به مراقبان این است که راه‌هایی برای تعیین مرزها بیابند بدون اینکه احساس شرم را به کودک منتقل کنند.
در کشورهای شمال اروپا، جایی که برهنگی خانوادگی امری عادی است، کودکان از سنین پایین یادمی‌گیرند که برهنگی لزوماً نباید جنسی باشد. شرم از بدن بخشی از هویت فنلاندی نیست به دلیل استفاده همگانی از سونا، سنتی تاریخی که حفظ شده است. بانی روش، که فرزندان خود را در ایالات متحده و هلند بزرگ کرده است، به والدین و مراقبان آمریکایی توصیه می‌کند که درک کنند کنجکاوی کودکانه در کشف بدن خود و دیگران ناشی از کنجکاوی است، نه چیزی مشابه با جنسیت بزرگسالان. گزارشی که در سال ۲۰۰۹ توسط مرکز کنترل و پیشگیری از بیماری منتشر شد و سلامت جنسی نوجوانان در فرانسه، آلمان، هلند و ایالات متحده را مقایسه کرد، نتیجه گرفت که اگر ایالات متحده آموزش‌های جنسی جامع مشابه سه کشور اروپایی را پیاده‌سازی کند، کاهش قابل توجهی در بارداری‌های نوجوانان، سقط جنین و بیماری‌های منتقل‌شونده از راه جنسی رخ خواهد داد و ایالات متحده صدها میلیون دلار صرفه‌جویی خواهد کرد.

## فضای خصوصی در مقابل عمومی
در تفکر دربارهٔ برهنگی، یکی از ابعاد مهم فرهنگ، «خصوصی-عمومی» و رفتارهایی است که در هر فضای خاص معمول است. در برخی فرهنگ‌ها، «خصوصی» به معنای کاملاً تنها بودن است که فضای شخصی را تعریف می‌کند. در فرهنگ‌های دیگر، حریم خصوصی شامل خانواده و دیگر افراد خاص است؛ فضای صمیمی. بودن در «عمومی» شامل هر کسی می‌تواند باشد، مانند پارک‌ها، پیاده‌روها و جاده‌ها. برخی فضاهای عمومی محدود به مشتریان پرداخت‌کننده هستند، مانند کافه‌ها یا سوپرمارکت‌ها. مفهوم فضای عمومی با رشد شهرها تغییر کرد. بین خصوصی و عمومی ممکن است تمایزات دیگری وجود داشته باشد که دسترسی را محدود می‌کنند، مانند سن، جنسیت یا عضویت، که فضاهای «اجتماعی» را تعریف می‌کنند و هرکدام با انتظاراتی از پیروی از نُرم‌های مشترک همراه هستند.
در غیاب موانع بصری، حریم خصوصی با حفظ فاصله اجتماعی رعایت می‌شود، همان‌طور که هنگام معاینه پزشکی یا دریافت ماساژ اتفاق می‌افتد. نقض مرزها میان پزشک و بیمار یک تخلف جدی اخلاقی در پزشکی است. در بین افراد هم‌سطح، حریم خصوصی با استفاده از بی‌توجهی مدنی حفظ می‌شود؛ به این معنی که افراد فضای شخصی خود را با نگاه‌های اجمالی حفظ می‌کنند و نگاه مستقیم به دیگران نمی‌کنند، مانند موقعیت‌هایی که در یک آسانسور شلوغ رخ می‌دهد. بی‌توجهی مدنی همچنین ماهیت غیرجنسی موقعیت‌های نیمه‌عمومی را که در آن برهنگی نسبی یا کامل ضروری است، حفظ می‌کند، مانند حمام‌های عمومی یا تعویض لباس. این فعالیت‌ها توسط شرکت‌کنندگان از طریق مذاکره رفتارها که از جنسی‌شدن جلوگیری می‌کند، تنظیم می‌شود. یکی از نمونه‌های خاص این امر، شنا در آب‌های آزاد در بریتانیا است که به‌طور طبیعی به معنی تغییر لباس در گروه‌های مختلط با حداقل یا بدون حریم خصوصی است. همان‌طور که یکی از شرکت‌کنندگان گفته است: «شنا در آب‌های آزاد و برهنگی همراه هم هستند… مردم معمولاً در مورد آن صحبت نمی‌کنند، اما فقط می‌دانند که اگر به یک باشگاه شنا بپیوندید، احتمالاً بخش‌های بیشتری از بدن را خواهید دید نسبت به آنچه که شاید انتظار داشتید.» در قرن بیست و یکم، بسیاری از موقعیت‌ها به دلیل بازنمایی‌های رسانه‌ای از برهنگی به عنوان پیش‌درآمدی برای رابطه جنسی، به جنسی‌شده تبدیل شده است.

## مسائل قانونی
در سطح جهانی، قوانین مربوط به پوشاک تعیین می‌کنند که کدام قسمت‌های بدن باید پوشانده شوند و برهنگی کامل در فضاهای عمومی را ممنوع می‌کنند، مگر در حوزه‌هایی که فعالیت‌های تفریحی برهنه را مجاز می‌دانند.
قوانین خاص ممکن است پوشیدن پوشاک مذهبی (حجاب) برای زنان را الزامی یا ممنوع کنند. در یک نظرسنجی با استفاده از داده‌های سال‌های ۲۰۱۲ تا ۲۰۱۳، ۱۱ کشور عمدتاً مسلمان وجود داشت که در آن‌ها زنان باید بدن خود را به‌طور کامل در مکان‌های عمومی بپوشانند که ممکن است شامل صورت نیز باشد. در ۳۹ کشور، عمدتاً در اروپا، برخی از محدودیت‌ها در پوشش مذهبی، به‌ویژه پوشاندن صورت در شرایط خاص مانند ساختمان‌های دولتی وجود داشت. در داخل روسیه، قوانین ممکن است بسته به مکان، پوشیدن حجاب را الزامی یا ممنوع کنند.

## نمایش‌ها و اجراها
تصاویر بدن انسان، چه پوشیده و چه برهنه، به‌طور مداوم آنچه را که هر جامعه به عنوان ظاهر طبیعی انسان تعریف می‌کند، تأیید می‌کنند که بخشی از جامعه‌پذیری است. کنوانسیون‌های تصویری که در فرهنگ بصری استفاده می‌شوند، زمینه‌هایی را فراهم می‌آورند که باعث می‌شوند تصاویر قابل درک شوند. در جوامع غربی، زمینه‌های نمایش برهنگی شامل اطلاعات (مانند تصاویر برهنه در نشنال جیوگرافیک)، هنر (تصاویر نمایش داده شده برای قدردانی زیبایی‌شناسانه) و پورنوگرافی (تصاویر که به‌طور عمده جنسی هستند) می‌شود. هر تصویر مبهم که به راحتی در یکی از این دسته‌ها قرار نگیرد، ممکن است اشتباه تفسیر شود و منجر به اختلاف نظر گردد. اختلافات ممکن است با اختراع زمینه‌ای جدید مانند هنر اروتیک حل شوند که ویژگی‌های زیبایی‌شناسانه را با جنسیت صریح ترکیب می‌کند. با این حال، گروه‌های محافظه‌کارتر ممکن است همچنان هر گونه نمایش جنسی را به عنوان پورنوگرافی ببینند. یکی دیگر از تحولات اخیر کالایی‌سازی برهنگی است که در تبلیغات و ترویج استفاده می‌شود. برهنگی در عکاسی شامل عکاسی برهنه، هنر عکاسی و عکاسی اروتیک است.

## یادداشت
1. ↑  برهنگی در حین تغییر لباس اتفاق می‌افتد، نه در آب؛ در بین شناگران آب‌های آزاد، شناگر «برهنه» کسی است که لباس شنا استاندارد می‌پوشد، بیشتر افراد اکنون لباس غواصی می‌پوشند.